# Chiririparkiet
De chiririparkiet of kanarievleugelparkiet (Brotogeris chiriri) is een vogel uit de familie Psittacidae (papegaaien van Afrika en de Nieuwe Wereld).

## Verspreiding en leefgebied
Deze soort komt voor in oostelijk en zuidoostelijk Zuid-Amerika en telt twee ondersoorten:
- B. c. chiriri: noordoostelijk, centraal en zuidoostelijk Brazilië, noordelijk Bolivia, Paraguay en noordelijk Argentinië.
- B. c. behni: centraal en zuidelijk Bolivia.

## Status
De grootte van de populatie is niet gekwantificeerd maar de soort wordt omschreven als vrij algemeen. Op de Rode lijst van de IUCN heeft deze soort de status niet bedreigd.